# Воздухоплавание в компании сфинксов
Воздухопла́вание в Компа́нии Сфи́нксов — четвёртая антология группы «Аквариум».

## Аннотация к альбому
"За годы звукозаписи в закромах "Аквариума" накопилось некоторое количество песен, оказавшихся на периферии канона, а то и вовсе недоступных простому слушателю. Цель этого альбома - собрать заблудившиеся песни под одной крышей и вернуть забытую музыку людям".

## Список композиций
Музыка: БГ; слова: БГ, кроме (7) Джордж, (11) Джордж/БГ.
1. Дед Мороз Блюз - 3:59
2. Бригадир - 2:11
3. Чкалов - 4:58
4. Генерал - 3:23
5. Из Дельты Гнезда - 3:52
6. Слова Растамана - 6:16
7. XXII век
8. Новая Песня о Родине
9. 4 D "Последний день августа"
10. Та Которую Я Люблю
11. Менуэт Земледельцу
12. Господин Одинокий Журавль
13. Географическая
14. Горный хрусталь

## Участники записи
- БГ — вокал, гитара, инструменты, автор
- А. Титов — бас-гитары
- Б. Рубекин — все клавишные и духовые аранжировки
- Л. Брэдли — ударные
- И. Тимофеев — электрогитара, мандолина, саксофон
- О. Шавкунов — перкуссия, бэк-вокал
- А. Суротдинов — скрипка, бэк-вокал

+
- В. Кудрявцев
- А. Светлов
- О. Сакмаров — флейта, духовые
- С. Щураков — аккордеон
- А. Потапкин — ударные, перкуссия, аранжировки
- А. Зубарев — соло-гитара

и духовая капелла «Шашки Шамбалы»
При участии Л. Кавиной, сыгравшей на терменвоксе в песне «Под Мостом как Чкалов» и коллектива The Band («4D»).
А также:
- Стиральная доска: С. Лускин
- Туба — Андрей Воеводский
- Валторна — Александр Афанасьев
- Арфа — Одарка Вощак
- труба — В. Гайворонский
- Флейта — Юлия Шолохова
- Sitar — Sheema Mukherjee
- Uilleann pipes — Becky Taylor
- Банджо — Борис Шульман
- Струнное трио «Пушкинские Анахореты»

+++
- Звукозапись — Б.Рубекин
- Мастеринг: Н. Иванов-Номан
- Оформление: И. Языков

## Интересные факты
- Песня "4D" написана под впечатлением от гибели принцессы Дианы, произошедшей в "последний день августа" 1997 года[3].